# アイデンティティー (ghostnoteのアルバム)
『アイデンティティー』は、ghostnoteの1枚目のアルバムである。2009年1月21日発売。

## 解説
メジャーでは初めてのアルバムである。

## 収録曲
全作詞/作曲/編曲：ghostnote
1. I、愛、会い
2. キラキラキラ
3. サディスティック サイエンティスト
4. TOKIOメトロに乗って
5. 孤独のナイトウォーカー
6. パッションヌ
7. ひねくれているのであります
8. 東京
9. 精一杯、僕らの歌
10. 桜道
11. おはよう日本
12. スタート